# Luisa Sasko-Koburská

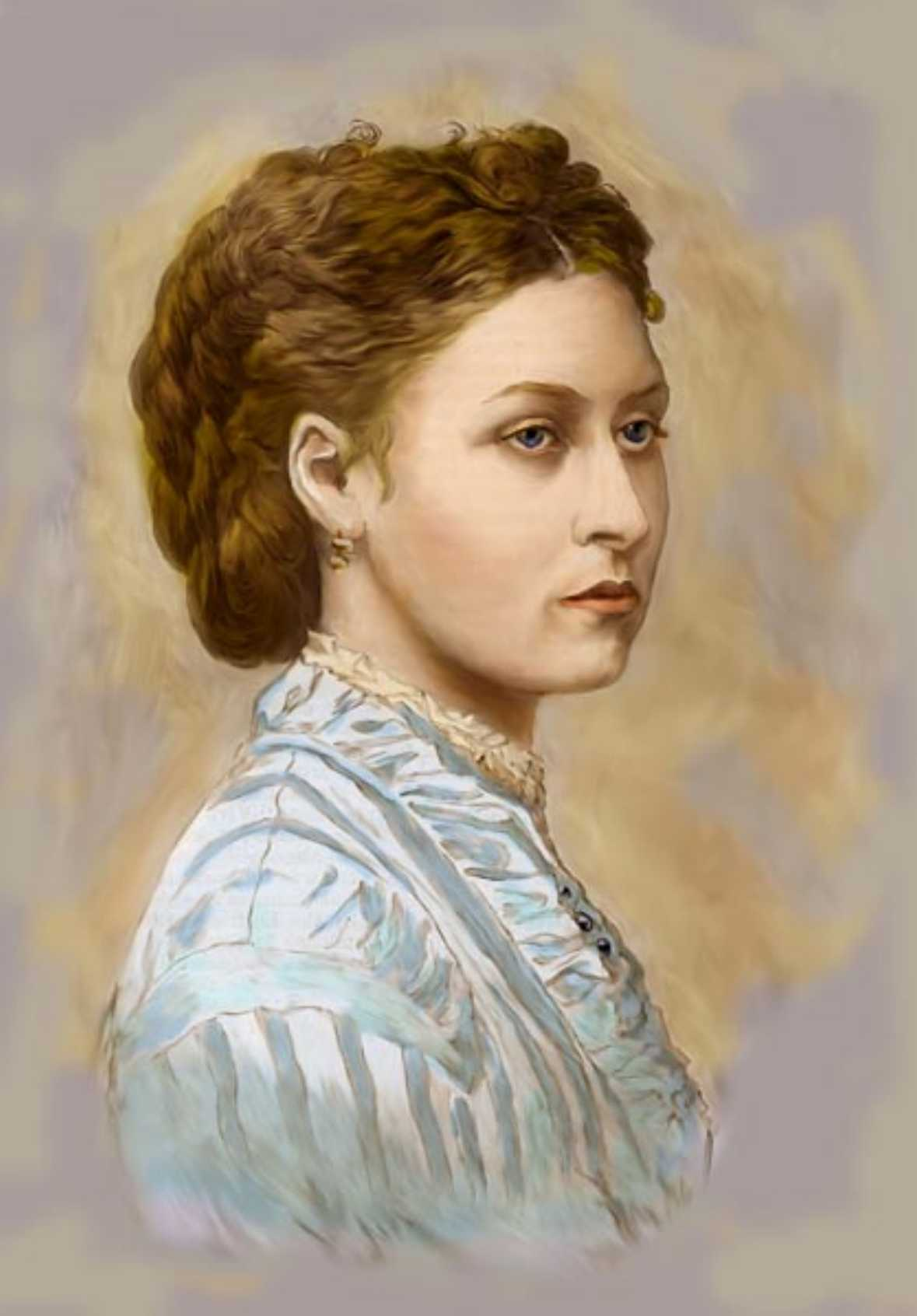
Princezna Luisa (cca 1870).

Princezna Luisa, vévodkyně z Argyllu (Luisa Karolina Alberta; 18. března 1848, Buckinghamský palác — 3. prosince 1939, Kensingtonský palác), byla šesté dítě a čtvrtá dcera královny Viktorie a prince Alberta.
Ve veřejném životě byla silnou zastánkyní umění, vysokoškolského vzdělávání a feminismu. Své mládí strávila pohybem mezi různými královskými rezidencemi ve společnosti své rodiny. Byla zdatnou sochařkou a umělkyní a několik jejích soch se dochovalo. Byla také zastánkyní feminismu, dopisovala si s Josephine Butlerovou a navštěvovala Elizabeth Garrettovou.
Před svatbou v letech 1866 až 1871 Luisa sloužila jako neoficiální sekretářka královny. Otázka Luisina manželství byla diskutována koncem 60. let 19. století. Byli navrženi nápadníci z královských rodů Pruska a Dánska, ale Viktorie nechtěla, aby se provdala za cizího prince, a proto navrhla vysoce postaveného člena britské aristokracie. Navzdory odporu členů královské rodiny se Luise zamilovala do Johna Campbella, markýze z Lorne, dědice vévody z Argyllu. Viktorie se sňatkem souhlasila a tak se Luisa 21. března 1871 provdala.
V roce 1878 byl Lorne jmenován generálním guvernérem Kanady, tuto funkci zastával v letech 1878–1884. Luisa začala mít trvalý zájem o Kanadu. V zemi je podle ní pojmenováno spoustu lokalit, včetně Luisina jezera a provincie Alberta. Po první světové válce se začala stahovat z veřejného života a zemřela ve věku 91 let v Kensingtonském paláci.

## Biografie

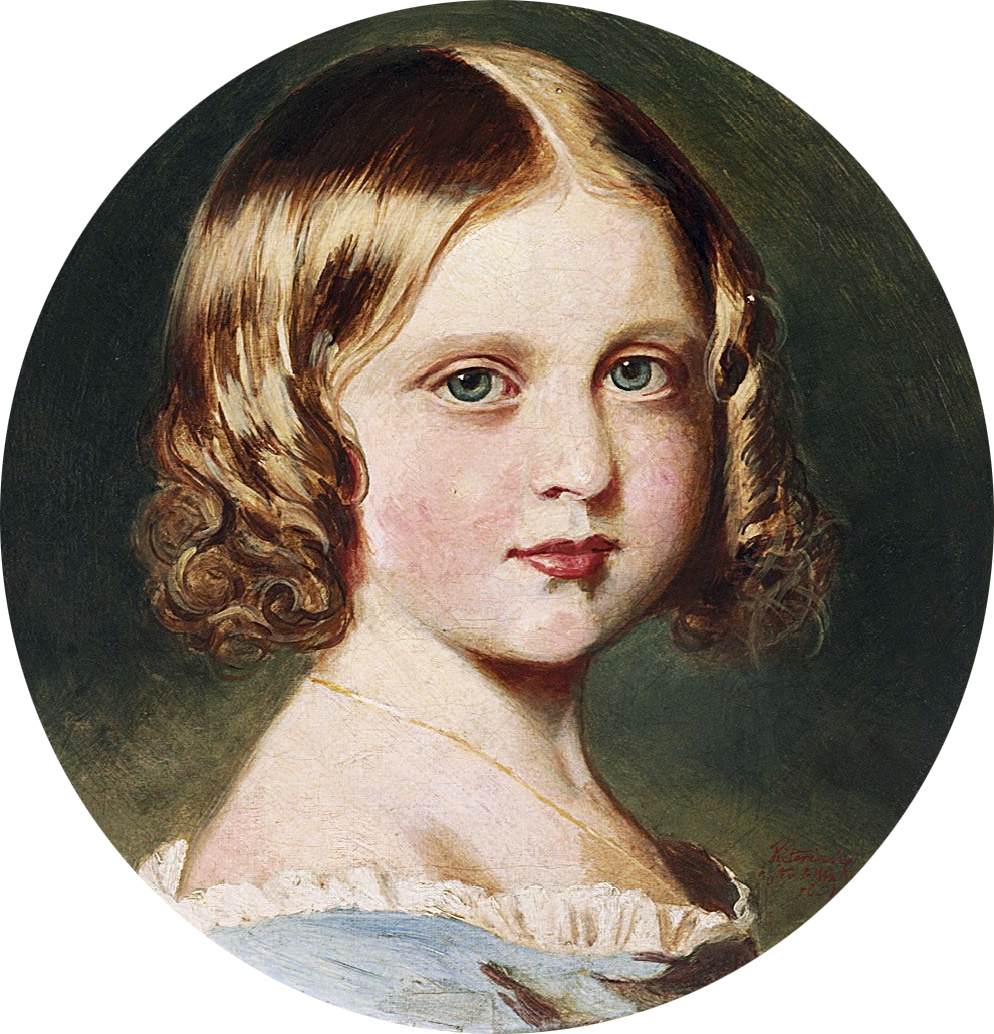
Princezna Luisa ve věku tří let (portrét F. X. Winterhaltera z roku 1851.

### Původ, mládí
Luisa se narodila 18. března roku 1848 v Buckinghamském paláci v Londýně jako čtvrtá dcera (šesté dítě) britské královny Viktorie a jejího manžela prince Alberta. Jako dcera královny měla od narození titul Její královská výsost princezna Velké Británie a Irska, po otci pak princezna Sasko-Kobursko-Gothajská. Při křtu dostalo děvčátko tři jména – Luisa Karolina Alberta; první jméno Luisa dostala na počest babičky z otcovy strany Luisy Sasko-Kobursko-Altenburské (1800—1831). Křest, který celebroval John Bird Sumner, arcibiskup z Canterbury, se uskutečnil v kapli Buckinghamského paláce 18. května. Kmotry byli Gustav, vévoda Meklenbursko-Schwerinský, Marie Frederika Hessenko-Kasselská, vévodkyně Sasko-Meiningenská, a Augusta Karolina z Cambridge, budoucí vévodkyně meklenbursko-střelická.
Stejně jako její bratři a sestry byla i Luisa vychovávána a vyučována podle přísných programů, vypracovaných jejich otcem, princem Albertem. Děti se od útlého dětství učily připravovat si jídlo, vést domácnost, zvládat úklidové práce.
Od útlého věku Luisa vynikala jak půvabem, tak především inteligencí a uměleckým nadáním. Krásně hrála na hudební nástroje, tančila a především kreslila, jako člence královské rodiny pro ni však umělecká dráha nepřipadala v úvahu. Přesto v roce 1863 nastoupila se souhlasem matky do Národní školy umění v Kensingtonu. Její inteligence a důvtip z ní učinily otcovu oblíbenkyni (říkal jí moje slečna "proč"); Albert však nežil dlouho, zemřel již 14. prosince roku 1861, když bylo Luise třináct let. Pro královnu Viktorii to byla strašlivá rána, po princově smrti se stalo z královského dvora ponuré místo. Královna většinu času trávila v Osborne House, kam s sebou vzala i Luisu. V roce 1866 se princezna stala neoficiální matčinou tajemnicí a tato práce jí nedovolovala žádného rozptýlení.

### Manželství

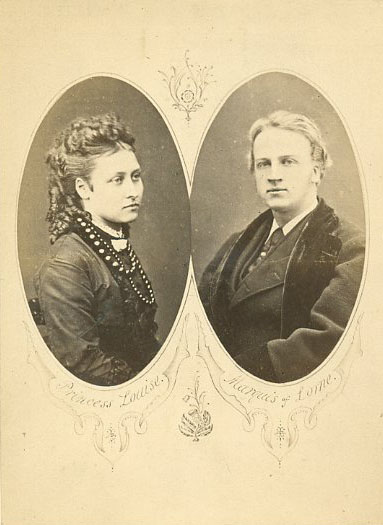
Princezna Luisa a John Campbell v roce 1870.

První Luisinou láskou byl učitel jejího bratra Leopolda, reverend Robinson Duckworth. Když se o tom dozvěděla královna, byl okamžitě propuštěn.
Jako dcera britské královny byla v Evropě velmi žádoucí nevěstou; kromě toho byla navíc považována ze nejkrásnější ze všech pěti královniných dcer. Královna ovšem toužila po tom, aby její dcery žily vedle ní; dvě starší princezny (Viktorie a Alice) se však provdaly za panovníky německých dynastií a opustily rodnou zemi. Mezi nápadníky princezny Luisy byl dánský korunní princ Frederik, ale královna ke sňatku nedala souhlas, neboť jako korunní princezna by Luisa musela žít v Dánsku. Poté nejstarší Luisina sestra Viktorie, pruská korunní princezna, navrhla Luise provdat se na prince Alberta Pruského, královna to však odmítla opět.
Nakonec královna Viktorie souhlasila se sňatkem s Johnem Campbellem, následníkem vévody z Argyllu. John Campbell byl anglickým poddaným a pro královnu bylo těžko přijatelné provdat dceru nižšího společenského postavení, přesto však souhlasila, jen aby dcera zůstala ve Velké Británii. Doufala rovněž, že tento sňatek "přinese do královské rodiny novou krev". (Tato naděje však zůstala nenaplněna, neboť manželství zůstalo bezdětné.)
Luisa se s Johnem Campbellem zasnoubila 3. října roku 1870, svatba pak se uskutečnila 21. března následujícího roku 1871. Obřadu se účastnili členové mnoha evropských panovnických dynastií. K oltáři princeznu vedli její bratři, Eduard, princ z Walesu a Alfréd, vévoda z Edinburghu. Po svatbě se stal Campbell členem britské královské rodiny. Na svatební cestu odjeli novomanželé do Claremontu. Každý den dostávala princezna od matky dopisy, které jitřily Luisiny myšlenky o rodinném životě.

### Vicekrálovna Kanady

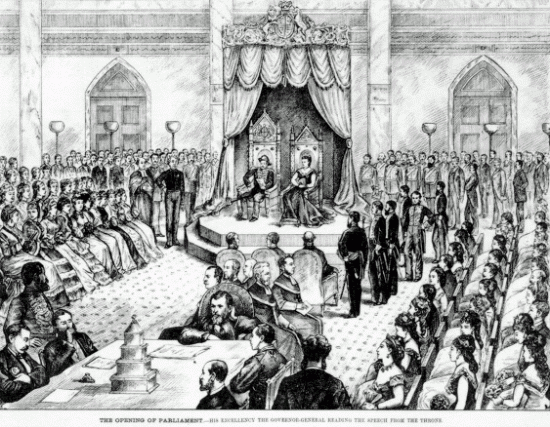
Manželé otvírají kanadský parlament v roce 1879.

V roce 1878 premiér Velké Británie Benjamin Disraeli jmenoval Johna Campbella novým generálním guvernérem Kanady. Tento výběr schválila i královna. Luisa se tak stala vicekrálovnou Kanady, jako manželka vicekrále a hlavního guvernéra. Byla také prvním členem královské rodiny, který navštívil Ottawu a Rideau Hall, oficiální královskou rezidenci v Kanadě. Palác se značně odlišoval od půvabných prostor Buckinghamského paláce. Každý generální guvernér, který bydlel v paláci, ho zařídil svým nábytkem. John vyzdobil sály paláce obrazy své ženy.
První měsíce v Kanadě se Luisa cítila osamělá, vzdálená od své matky a sester. Těžkou ranou pro ni byla zpráva o smrti její sestry Alice, která zemřela na tyfus[nepřesný odkaz] (16. prosince 1878).
Luisa se stala patronkou řady organizací, jako např. Asociace ochrany žen v Kanadě, Společnosti dekorativně-užitého umění, Montrealské umělecké společnosti. 13. února roku 1879 manželé otevřeli v Kanadě Královskou akademii umění. I zde se věnovala umělecké tvorbě a jedna ze soch, které Luisa vytvořila, byla umístěna v jedné z montrealských vysokých škol.
Luisinými oblíbenými zdejšími činnostmi se staly lyžování a bruslení. 14. února roku 1880 Luisa a její manžel měli havárii při jízdě na saních, které se převrhly; princezna upadla, udeřila se o železnou střechu saní a ztratila vědomí. Místní obyvatelé ji vyprostili a přepravili do paláce, kde jí byl diagnostikován silný šok a podchlazení, ale její život nebyl ohrožen. Po této příhodě Luisa i s manželem odjeli zpět do Velké Británie, po návratu se však princezna nepřestala o Kanadu zajímat – třebaže její pobyt zde nebyl příliš šťastný – a v roce 1885 tam poslala velkou sumu peněz na výstavbu nemocnic a dětských domovů.

### Poslední léta života
Po návratu do Velké Británie se pár usadil v Kensingtonském paláci, kde potom Luisa strávila dalších 56 let života. Její manžel se věnoval politické kariéře, avšak nepříliš úspěšně. Campbell byl liberál, Luisa zase podporovala irskou samostatnost. Časem se manželé jeden druhému odcizili. Královna se jim snažila pomoci, organizujíc společné cesty, tím se však situace ještě zhoršovala. Proslýchalo se, že Campbel byl homosexuál, prokázáno to však nebylo. V té době se Luisa sblížila se svými sestrami Helenou a Beatricí. Luisa v těchto letech měla řadu romantických vztahů, mezi jinými k Arturovi Biggeovi, královskému soukromému tajemníkovi, a Siru Edwinu Lutyensovi; není však doloženo, zda byly i sexuální povahy. Údajně měla mít vztah i s Jindřichem z Battenbergu, manželem své sestry Beatrice; ten byl v každém případě jejím dobrým přítelem až do své smrti v roce 1896.
Až do smrti královny Viktorie v roce 1901 se princezna Luisa věnovala řadě státních záležitostí. Otvírala veřejné budovy, nemocnice, školy, byla patronkou mnoha organizací a sama aktivně participovala na jejich činnosti. Hodně cestovala, a to pod jménem slečna Campbellová. Po královnině smrti žila v Osborne spolu s mladší sestrou Beatricí, která v té době byla již vdovou. Často navštěvovala v Londýně svého bratra Eduarda, který se stal králem. Její londýnskou rezidencí byl Kensingtonský palác. V té době byl její manžel již 9. vévodou z Argyllu (titul zdědil po smrti svého otce v roce 1900) a Luisa tedy byla vévodkyní z Argyllu. Campbell dostal nabídku stát se generálním guvernérem Austrálie, odmítl však.

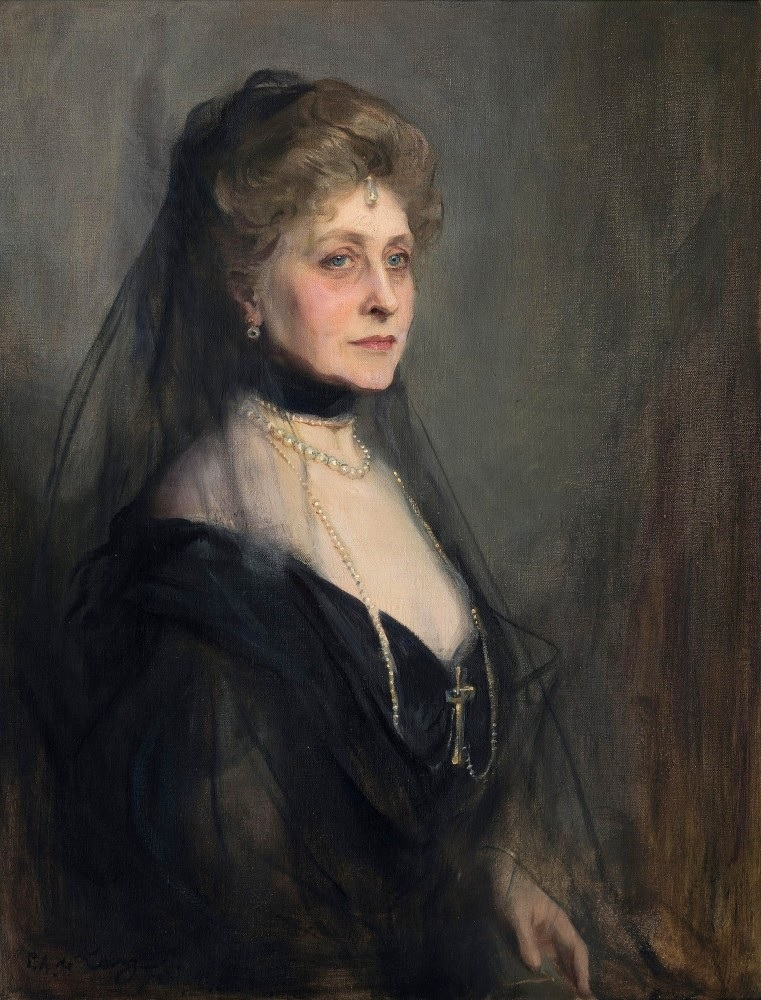
Princezna Luisa v roce 1915 na portrétu Philipa de László.

Po roce 1911 se zdraví jejího manžela začalo zhoršovat a Luisa o něj oddaně pečovala až do jeho smrti v roce 1914. Po jeho smrti upadla do těžké deprese, trpěla samotou.
Poslední léta svého života strávila se sestrou Beatricí v Kensingtonském paláci. Jejím posledním veřejným vystoupením byla v roce 1937 účast na průmyslové výstavě. Byla si blízká se svými dvěma praneteřemi Alžbětou a Margaretou, které ji láskyplně nazývaly tetou Palas.
Zemřela ve svých 91 letech ráno 3. prosince roku 1939. Její tělo bylo zpopelněno a popel uložen v královské hrobce, 13. března roku 1940 však byl přenesen do Frogmoru u Windsoru.

## Vývod z předků
|                      |                                      |  |                             |                                              |  |  |  |  |  |  |  | Arnošt Fridrich Sasko-Kobursko-Saalfeldský |
|                      |                                      |  |                             |                                              |  |  |  |  |  |  |  |                                            |
|                      | František Sasko-Kobursko-Saalfeldský |  |                             |                                              |  |  |  |  |  |  |  |                                            |
|                      |                                      |  |                             |                                              |  |  |  |  |  |  |  |                                            |
|                      |                                      |  |                             | Žofie Antonie Brunšvicko-Wolfenbüttelská     |  |  |  |  |  |  |  |                                            |
|                      |                                      |  |                             |                                              |  |  |  |  |  |  |  |                                            |
|                      | Arnošt I. Sasko-Kobursko-Gothajský   |  |                             |                                              |  |  |  |  |  |  |  |                                            |
|                      |                                      |  |                             |                                              |  |  |  |  |  |  |  |                                            |
|                      |                                      |  |                             | Jindřich XXIV. Reuss-Ebersdorf               |  |  |  |  |  |  |  |                                            |
|                      |                                      |  |                             |                                              |  |  |  |  |  |  |  |                                            |
|                      | Augusta Reuss Ebersdorf              |  |                             |                                              |  |  |  |  |  |  |  |                                            |
|                      |                                      |  |                             |                                              |  |  |  |  |  |  |  |                                            |
|                      |                                      |  |                             | Karolina Ernestina Erbašsko-Schönberská      |  |  |  |  |  |  |  |                                            |
|                      |                                      |  |                             |                                              |  |  |  |  |  |  |  |                                            |
|                      | Albert Sasko-Kobursko-Gothajský      |  |                             |                                              |  |  |  |  |  |  |  |                                            |
|                      |                                      |  |                             |                                              |  |  |  |  |  |  |  |                                            |
|                      |                                      |  |                             | Arnošt II. Sasko-Gothajsko-Altenburský       |  |  |  |  |  |  |  |                                            |
|                      |                                      |  |                             |                                              |  |  |  |  |  |  |  |                                            |
|                      | Augustus Sasko-Gothajsko-Altenburský |  |                             |                                              |  |  |  |  |  |  |  |                                            |
|                      |                                      |  |                             |                                              |  |  |  |  |  |  |  |                                            |
|                      |                                      |  |                             | Šarlota Sasko-Meiningenská                   |  |  |  |  |  |  |  |                                            |
|                      |                                      |  |                             |                                              |  |  |  |  |  |  |  |                                            |
|                      | Luisa Sasko-Gothajsko-Altenburská    |  |                             |                                              |  |  |  |  |  |  |  |                                            |
|                      |                                      |  |                             |                                              |  |  |  |  |  |  |  |                                            |
|                      |                                      |  |                             | Fridrich František I. Meklenbursko-Zvěřínský |  |  |  |  |  |  |  |                                            |
|                      |                                      |  |                             |                                              |  |  |  |  |  |  |  |                                            |
|                      | Luisa Šarlota Meklenbursko-Zvěřínská |  |                             |                                              |  |  |  |  |  |  |  |                                            |
|                      |                                      |  |                             |                                              |  |  |  |  |  |  |  |                                            |
|                      |                                      |  |                             | Luisa Sasko-Gothajsko-Altenburská            |  |  |  |  |  |  |  |                                            |
|                      |                                      |  |                             |                                              |  |  |  |  |  |  |  |                                            |
| Luisa Sasko-Koburská |                                      |  |                             |                                              |  |  |  |  |  |  |  |                                            |
|                      |                                      |  |                             |                                              |  |  |  |  |  |  |  |                                            |
|                      |                                      |  | Frederik Ludvík Hannoverský |                                              |  |  |  |  |  |  |  |                                            |
|                      |                                      |  |                             |                                              |  |  |  |  |  |  |  |                                            |
|                      | Jiří III.                            |  |                             |                                              |  |  |  |  |  |  |  |                                            |
|                      |                                      |  |                             |                                              |  |  |  |  |  |  |  |                                            |
|                      |                                      |  |                             | Augusta Sasko-Gothajská                      |  |  |  |  |  |  |  |                                            |
|                      |                                      |  |                             |                                              |  |  |  |  |  |  |  |                                            |
|                      | Eduard August Hannoverský            |  |                             |                                              |  |  |  |  |  |  |  |                                            |
|                      |                                      |  |                             |                                              |  |  |  |  |  |  |  |                                            |
|                      |                                      |  |                             | Karel Ludvík Fridrich Meklenbursko-Střelický |  |  |  |  |  |  |  |                                            |
|                      |                                      |  |                             |                                              |  |  |  |  |  |  |  |                                            |
|                      | Šarlota Meklenbursko-Střelická       |  |                             |                                              |  |  |  |  |  |  |  |                                            |
|                      |                                      |  |                             |                                              |  |  |  |  |  |  |  |                                            |
|                      |                                      |  |                             | Alžběta Sasko-Hildburghausenská              |  |  |  |  |  |  |  |                                            |
|                      |                                      |  |                             |                                              |  |  |  |  |  |  |  |                                            |
|                      | královna Viktorie                    |  |                             |                                              |  |  |  |  |  |  |  |                                            |
|                      |                                      |  |                             |                                              |  |  |  |  |  |  |  |                                            |
|                      |                                      |  |                             | Arnošt Fridrich Sasko-Kobursko-Saalfeldský   |  |  |  |  |  |  |  |                                            |
|                      |                                      |  |                             |                                              |  |  |  |  |  |  |  |                                            |
|                      | František Sasko-Kobursko-Saalfeldský |  |                             |                                              |  |  |  |  |  |  |  |                                            |
|                      |                                      |  |                             |                                              |  |  |  |  |  |  |  |                                            |
|                      |                                      |  |                             | Žofie Antonie Brunšvicko-Wolfenbüttelská     |  |  |  |  |  |  |  |                                            |
|                      |                                      |  |                             |                                              |  |  |  |  |  |  |  |                                            |
|                      | Viktorie Sasko-Kobursko-Saalfeldská  |  |                             |                                              |  |  |  |  |  |  |  |                                            |
|                      |                                      |  |                             |                                              |  |  |  |  |  |  |  |                                            |
|                      |                                      |  |                             | Jindřich XXIV. Reuss-Ebersdorf               |  |  |  |  |  |  |  |                                            |
|                      |                                      |  |                             |                                              |  |  |  |  |  |  |  |                                            |
|                      | Augusta Reuss Ebersdorf              |  |                             |                                              |  |  |  |  |  |  |  |                                            |
|                      |                                      |  |                             |                                              |  |  |  |  |  |  |  |                                            |
|                      |                                      |  |                             | Karolina Ernestina Erbašsko-Schönberská      |  |  |  |  |  |  |  |                                            |
|                      |                                      |  |                             |                                              |  |  |  |  |  |  |  |                                            |